# PubMed
A PubMed szabad keresőmotor, mely elsősorban a MEDLINE hivatkozás- és ismertető-adatbázisban keres természettudományos és orvostudományi témájú források közt. A National Institutes of Health egyik intézete, a Nemzeti Orvostudományi Könyvtár (NLM) tartja fenn a rendszert az Entrez részeként.
1971 és 1997 közt a MEDLINE-hoz elsősorban intézetek, például egyetemi könyvtárak útján lehetett hozzáférni. Az 1996 januárjában megjelent PubMed lehetővé tette a szabad otthoni MEDLINE-keresést. A PubMed 1997 júniusától működik nyilvánosan.

## Tartalom
A MEDLINE mellett a PubMed hozzáférést nyújt az alábbiakhoz:
- a nyomtatott Index Medicus régebbi hivatkozásai (1951-es és korábbi változatokhoz)
- egyes, az Index Medicusban és a MEDLINE-ban való megjelenés előtti folyóiratok (például a Science, BMJ és Annals of Surgery) hivatkozásai
- egy cikk rekordjainak korábbi bejegyzései a Medical Subject Headingsbe (MeSH) és a MEDLINE-ba való bekerülés előtt
- teljesen elérhető könyvek és más NLM-rekordok részhalmazai[4]
- PMC-jegyzetek
- NCBI Bookshelf

Számos PubMed-rekord tartalmazza a teljes szövegek hivatkozásait, ezek egy része nyilvánosan elérhető például a PubMed Centralben és helyi tükrözésekben, például az Europe PubMed Centralben.
A MEDLINE-ban indexelt és PubMeddel elérhető folyóiratok listája megtalálható az NLM katalógusában.
2023. november 30-án a PubMed több mint 38 millió hivatkozást és ismertetőt tartalmazott 1966-ig, szelektíven 1865-ig, nagyon szelektíven 1809-ig visszamenőleg. Ugyanekkor mintegy 25,3 millió rekordnak volt ismertetője, és 27,5 millióhoz van teljes szöveges változat, ebből 11,4 millió férhető hozzá ingyen. 2010 és 2019 közt átlagosan évente közel egymillió új rekord került az adatbázisba.
2016-ban az NLM megváltoztatta az indexelési rendszert, így a kiadók közvetlenül javíthatják az indexelt cikkek hibáit.
A PubMed néhány hamis folyóirat cikkét is indexelte. A MEDLINE és a PubMed folyóirat-kiválasztási szabályai kissé mások. A kritériumok és a PubMed Centralbe való indexelési eljárás gyengeségei lehetővé teszik hamis folyóiratok kerülését a PubMedbe. A National Library of Medicine válasza szerint az egyes cikkek bekerülhetnek a PMC-be a kutatástámogatók nyilvános elérési szabályai értelmében, és szigorú szabályok teszik lehetővé az NLM-adatbázisok integritását.

## Jellemzők

### Weblaptervezés
Új PubMed-felület jelent meg 2009 októberében, és lehetővé tette a gyors, Google-szerű keresést („táviratos” keresés). Alapértelmezés szerint az eredmények dátum szerint vannak rendezve, de rendezhetők egyezéspontosság,  kiadás, első és utolsó szerző, folyóirat és cím szerint is.
A PubMed weblap tervezése és doménje 2020 januárjában frissült, május 15-én alapértelmezett lett, frissített és új funkciókkal. Ezt számos, az oldalt gyakran használó kutató kritizálta.

#### PubMed mobilokra
A PubMed/MEDLINE elérhető kézi eszközökön is például az NLM PICO-jával (fókuszált klinikai kérdésekhez). Elérhető továbbá az egyszerűsített, mobilbarát PubMed Mobile is.

### Keresés

#### Hagyományos keresés
Egyszerű keresés végezhető a PubMeden a tárgy fontos aspektusainak bevitelével a keresőablakba.
A PubMed ezt lefordítja, és automatikusan hozzáad mezőneveket, megfelelő MeSH-fogalmakat, szinonimákat, Boole-operátorokat, és megfelelően ágyazza be a kapott fogalmakat, javítva a keresés megfogalmazását, különösen a szövegszavak és MeSH-fogalmak OR (vagy) operátorral való összekapcsolásával.
A PubMed-útmutatóban szereplő példák bemutatják ennek működését:

„A Causes Sleep Walking fordítása: ("etiology"[Subheading] OR "etiology"[All Fields] OR "causes"[All Fields] OR "causality"[MeSH Terms] OR "causality"[All Fields]) AND ("somnambulism"[MeSH Terms] OR "somnambulism"[All Fields] OR ("sleep"[All Fields] AND "walking"[All Fields]) OR "sleep walking"[All Fields])”

Ugyanígy:

„a soft Attack Aspirin Prevention fordítása: ("myocardial infarction"[MeSH Terms] OR ("myocardial"[All Fields] AND "infarction"[All Fields]) OR "myocardial infarction"[All Fields] OR ("heart"[All Fields] AND "attack"[All Fields]) OR "heart attack"[All Fields]) AND ("aspirin"[MeSH Terms] OR "aspirin"[All Fields]) AND ("prevention and control"[Subheading] OR ("prevention"[All Fields] AND "control"[All Fields]) OR "prevention and control"[All Fields] OR "prevention"[All Fields])”

#### Átfogó keresés
A PubMeden való optimális kereséshez fontos a működéséhez alapvető MEDLINE és az abban lévő cikkek indexeléséhez szükséges MeSH működését. Ehhez összetett keresések, mezőnevek használata, a korlátok és más funkciók megfelelő használata kell, a referenciakönyvtárosok és keresésspecialisták segíthetik a keresést.
A keresés a PubMed keresőablakában csak egyértelmű témákhoz, MeSH-fejléc nélküli új eljárásokhoz, gyógyszermárkákhoz és tulajdonnevekhez ajánlott. Ezenkívül hasznos lehet akkor is, ha nincs megfelelő fejléc, vagy a leírás részleges. A MeSH-t használó keresés pontosabb, és kevesebb irreleváns eredményt ad. Ezenkívül a szabad szöveges keresés se jellemző rá, ahol az írásmód, a szám és a rövidítések különbségei is figyelembe veendő. De az újabban az adatbázisba került, leírással még nem rendelkező cikkek nem találhatók meg így. Így a kimerítő kereséshez az irányított nyelvi fejlécek és a szabad szöveges terminusok vegyesen használandók.

### Folyóiratcikk-paraméterek
Egy cikk indexelésekor számos cikkparamétert kivonnak és strukturált információként tárolnak. Ilyenek például a cikktípus (például „klinikai kísérlet”), a másodlagos azonosítók (MeSH-fogalmak), nyelv, ország, közlési történet (e- és nyomtatott közlés dátuma).

#### Publikációtípus: klinikai lekérdezések/szisztematikus elemzések
A publikációtípus-paraméter lehetővé teszi a publikáció típusa szerinti keresést, beleértve a különböző klinikaikutatás-típusokról szóló beszámolókat.

#### Másodlagos azonosító
2005 júliusától a MEDLINE cikkindexelő folyamata az ismertetőből kivonja és egy másodlagosazonosító- (SI) mezőbe teszi az azonosítókat. Ez különböző molekulaszekvencia-, génexpresszió-, vegyület- vagy kísérletazonosítókat tároló adatbázisok hozzáférési számait tárolja. Klinikai kísérletekhez a PubMed kivonja a két legnagyobb kísérletleíró adatbázisban, a ClinicalTrials.gov-ban (NCT-azonosító) és az International Standard Randomized Controlled Trial Number Registerben (IRCTN) tárolt klinikaikísérlet-azonosítókat.

### További cikkek
Egy különösen relevánsnak ítélt referencia megjelölhető, és a kapcsolódó cikkek azonosíthatók. Ha releváns, számos tanulmány kiválasztható, és az ezekhez kapcsolódó cikkek generálhatók a PubMeden vagy bármely más NCBI Entrez-adatbázison. A kapcsolódó cikkek ezután relevanciasorrendben vannak listázva. Ehhez a PubMed szósúlyozott algoritmussal a források címének, ismertetőjének és a MeSH-fejléc szavait hasonlítja össze. Ezt oly pontosnak ítélték, hogy egy tanulmány szerzői szerint teljes keresés helyett is használható.

### MeSH-hez rendelés
A PubMed automatikusan összekapcsolja a publikációkat MeSH-fogalmakkal és -alfejlécekkel. Például a „bad breath” összekapcsolódik a „halitosis”, a „heart attack” a „myocardial infarction”, a „breast cancer” a „breast neoplasms” fogalmakkal. Ha érdemes, ezek automatikusan bővülnek, vagyis specifikusabb fogalmakat tartalmaznak. Például a „nursing” automatikusan kapcsolódik a „Nursing [MeSH]” és a „Nursing [Subheading]” fogalmakhoz. Ez az automatikus fogalom-hozzárendelés, és alapértelmezés szerint be van kapcsolva a szabadszöveges keresésben, de nem a pontos egyezésesben (vagyis ha a keresési lekérdezés körül „"” található). Ez a PubMed-kereséseket érzékenyebbé teszi, és elkerüli a hamis negatívokat az orvosi terminológia diverzitása mellett.
Az automatikus fogalom-hozzárendelés nem működik idézőjel (például „"kidney allograft"”), csillag (például „allograft*”) vagy mezőjelölők használata esetén (például „Cancer [ti]”).

### My NCBI
Az ingyenes regisztrációjú My NCBI lehetővé teszi:
- keresések mentését
- eredmények szűrését
- e-mailen keresztül érkező automatikus frissítéseket
- PubMed-kereséssel szerzett hivatkozáslista mentését
- megjelenő formátum konfigurálását, keresőfogalmak kiemelését

és sok más opciót. A My NCBI bármely internetes hozzáférésű számítógépről elérhető. Egy korábbi változatának a neve PubMed Cubby volt.

### LinkOut
A LinkOut lehetőség teljes szövegű helyi folyóiratok hivatkozására és elérhetővé tételére. Mintegy 3200 hely (főleg felsőoktatási intézmények) vett benne részt 2010 márciusában az Aalborgi Egyetemtől a seattle-i ZymoGeneticsig. Ezen intézmények felhasználói a PubMed keresési eredményeiben láthatják intézményük logóját, ha a folyóirat ott található, és hozzáférhetnek a teljes szöveghez. A LinkOut az Outside Toollal együtt működik a 2019. nyári e major platform update coming in the Summer of 2019.

### PubMed Commons
A PubMed 2016-tól lehetővé tette a szerzőknek indexelt cikkek kommentálását. Ez 2013-tól kísérleti módban volt, 2016-ban lett végleges. 2018 februárjában a PubMed Commons megszűnt, mivel „kevesen használták”.

### askMEDLINE
Az askMEDLINE egy szabad szöveges természetes nyelvi eszköz a MEDLINE/PubMedhez, melyet az NLM fejlesztett, mobilra is alkalmas.

### PubMed-azonosító
A PMID (PubMed identifier) minden PubMed-rekordhoz egyedileg 1-től kezdődően rendelt egész. Nem azonos a PMCID-vel (PubMed Central identifier), mely a szabadon hozzáférhető PubMed Central azonosítója.
A PMID vagy PMCID publikációhoz rendelése nem mutat semmit a tartalom típusáról vagy minőségéről. PMID-ek rendelhetők szerkesztőhöz írt levélhez, szerkesztői véleményhez, op-ed-oszlophoz és bármi máshoz, melyet a szerkesztő a folyóiratba kíván tenni a referált tanulmányok mellett. Ezenkívül nem bizonyítják, hogy nincs visszavonva a tanulmány hamisítás, inkompetencia vagy hibás viselkedés miatt. A javításokról szóló beszámolókhoz is rendelhető PMID.
A PubMed-keresőablakba írt szám alapértelmezés szerint PMID-ként van kezelve. Így bármely hivatkozás elérhető annak felhasználásával.

## Alternatív felületek

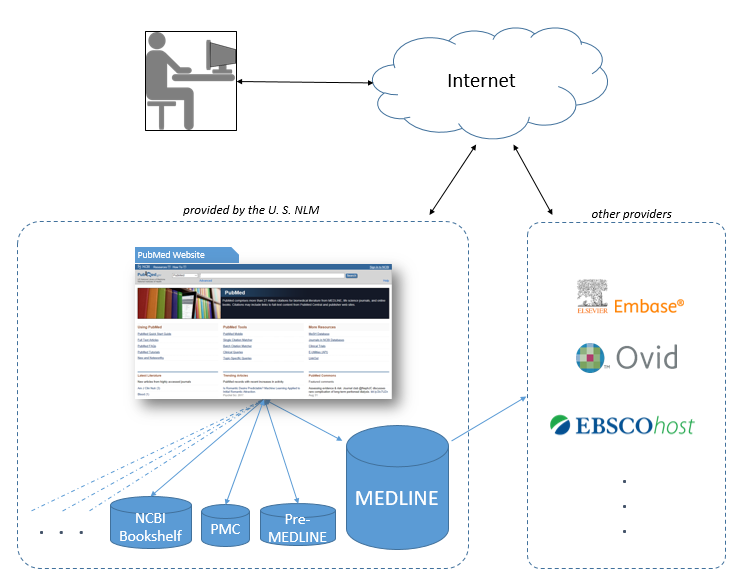
A MEDLINE egy PubMeddel elérhető adatbázis. Számos cég kínál MEDLINE-elérést platformjukon keresztül.

A National Library of Medicine számos magáncégnek ad MEDLINE-információt, például az Embase-nek, az Ovidnak, a Dialognak, az EBSCO-nak, a Knowledge Findernek és sok más kereskedelmi, nem kereskedelmi és akadémiai szolgáltatónak. 2008 októberéig több mint 500 licencet adtak ki, ebből több mint 200-at az Amerikai Egyesült Államokon kívüli szolgáltatónak. A MEDLINE-adatok licencei ingyen elérhetők, így az NLM gyakorlatilag ingyen teret ad számos alternatív felületnek és harmadik féltől származó kiegészítésnek, így ez egyike a kevés nagy, karbantartott adatbázisnak e lehetőséggel.
Lu 28 telepítést és regisztrációt nem igénylő webalapú ingyenes PubMed-változatból álló mintát ellenőrzött, ezeket 4 kategóriába sorolta:
1. keresési eredményeket rangsoroló, például: eTBLAST, MedlineRanker,[40] MiSearch;[41]
2. téma, szerző, folyóirat stb. szerint csoportosító, például: Anne O'Tate,[42] ClusterMed;[43]
3. szemantikát, nézetet javító, például: EBIMed,[44] MedEvi;[45]
4. jobb keresőfelület és felhasználói élmény, például: askMEDLINE,[46][47] BabelMeSH[48] és PubCrawler.[49]

Mivel ezen és más alternatívák nagy része az NLM/PUBMED licence alatt kiadott PubMed/MEDLINE-adaton alapul, a PubMed-származékok fogalmat használják egyesek. A mintegy 90 GB eredeti PubMed-adathalmaz tárolásának igénye nélkül írhatók PubMed-alkalmazások az eutils-API-val Eric Sayers, PhD The E-utilities In-Depth: Parameters, Syntax and More-ját követve. Több PMID bemenetet használó hivatkozásformátum-generátor használja az eutils-API-t.

## PubMed-adatbányászat
A PubMedben lévő adatok bányászatának alternatívái programozási környezetet használnak, például Matlabet, Pythont vagy R-t. Ekkor a PubMed-lekérdezések kódsorok, a válasz közvetlenül a környezetben van feldolgozva. A kód használható szisztematikus lekérdezésre eltérő kulcsszavakkal, például betegség, év, szervek szerint.
A PubMeden elérhető adatok helyben tükrözhetők nem hivatalos eszközzel, például MEDOC-kal.
Több millió PubMed-rekord kiegészít számos szabad hozzáférésről szóló nyílt adathalmazt, például az Unpaywallt. Az adatelemző eszközöket, például az Unpaywall Journalst a könyvtárak nagy csomagok lemondására használja – a nyílt archívumok, például a PubMed Central által nyílt hozzáférésre kínált anyagokra való előfizetések elkerülhetők.

## Fordítás
Ez a szócikk részben vagy egészben  a   PubMed című angol Wikipédia-szócikk ezen változatának fordításán alapul.  Az eredeti cikk szerkesztőit annak laptörténete sorolja fel. Ez a jelzés csupán a megfogalmazás eredetét és a szerzői jogokat jelzi, nem szolgál a cikkben szereplő információk forrásmegjelöléseként.